# Miguel de Vasconcelos
Miguel de Vasconcelos (o Vasconcellos) e Brito (c. 1590 – 1 desembre 1640 a Lisboa) fou l'últim Secretari d'Estat (Primer ministre) del Regne de Portugal durant el període de 60 anys d'unió personal d'aquest regne amb la monarquia castellana (Unió Ibèrica).

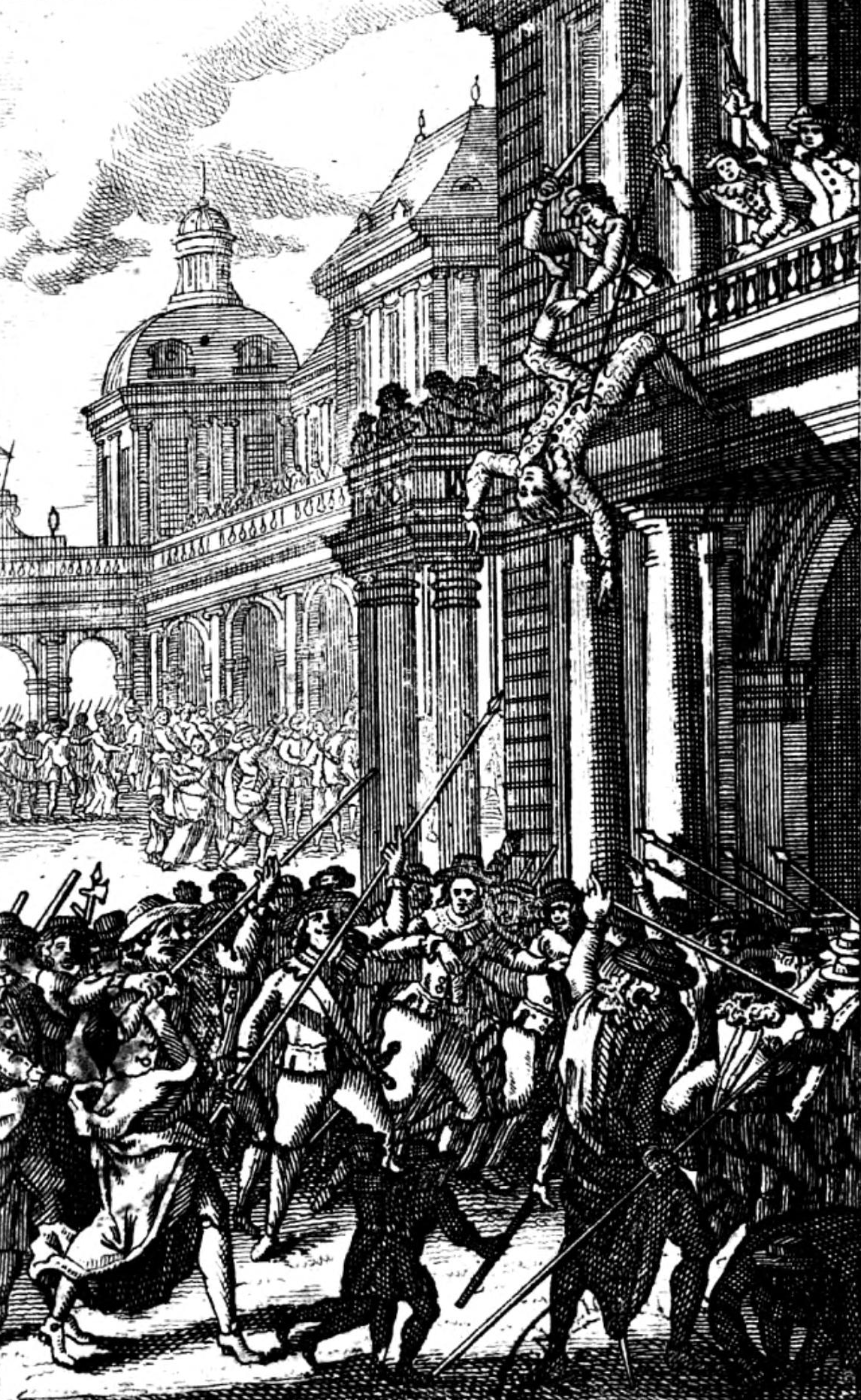
Defenestració de Miguel de Vasconcelos a Lisboa.

Era senyor de l'antiga Honra d'Alvarenga i de la baronia dels Lunas, família de magistrats del segle xvi originària de Viana do Castelo i de Paço de Sequeiros a Ponte de Lima. El seu parent Diego Soares, pròxim al Comte duc d'Olivares va influir perquè Margarida de Savoia, Duquessa de Màntua i cosina del rei Felip II de Castella, fos nomenada Virreina de Portugal, i ell fou nomenat Secretari d'Estat, ocupant el càrrec del 1635 al 1640.
Era probablement el col·laborador del poder espanyol més odiat a Portugal, considerat un traïdor durant els últims anys del seu mandat, especialment després de la revolta de 1637, en ser ell qui aplicava les polítiques del comte-duc de demanda d'alts impostos i de tropes per als conflictes on es trobava embolicada la monarquia castellana en aquelles dates.
Després de diversos intents fallits, i aprofitant que la monarquia hispànica estava ocupada amb la Guerra dels Segadors a Catalunya, el matí d'1 desembre 1640 un grup de nobles que volien la independència plena de Portugal varen començar una revolta que va rebre el suport del poble de Lisboa. Després d'entrar al palau, els assaltants van cercar Miguel Vasconcelos, que era amagat dins un armari amb una pistola. Fou ferit de mort i defenestrat per la façana del palau reial que dona a la plaça del mercat de Lisboa, on el seu cadàver fou colpejat pel públic.